# Félix Gómez
Feliciano Gómez Hernández, conegut com a Félix Gómez (Carmona, Sevilla, 5 de setembre de 1977), és un actor espanyol.

## Biografia
L'any 1998 debuta amb la sèrie Plaza Alta en la televisió autonòmica andalusa Canal Sur. Aquest estiu s'incorpora com a actor fix a la sèrie juvenil Al salir de clase, on va incrementar la seva popularitat a nivell nacional.
El seu debut cinematogràfic va ser a les ordres de Jaime Chávarri amb un petit paper en la comèdia Besos para todos (2000), protagonitzada per Emma Suárez.
Un altre dels seus papers més coneguts va ser en la primera temporada del serial Amar en tiempos revueltos, protagonitzada per Rodolfo Sancho i Ana Turpin en el qual donava vida a Rodrigo Robles, el germà de la protagonista, Andrea.
En 2009 va participar en la sèrie La huella del crimen, a l'episodi El crimen de los marqueses de Urquijo, basat en aquest succés, el qual va commocionar a la societat espanyola en els anys 80. Va interpretar a Rafael Escobedo, presumpte assassí dels marquesos i únic condemnat pel crim.
En 2012 va ser protagonista al costat de Leticia Dolera del videoclip "DISCONNECTED" del grup Keane. Dirigit per Juan Antonio Bayona i S.G. Sánchez.
En 2015 s'uneix a l'elenc principal de la sèrie Carlos, Rey Emperador on dona vida a Fernando Álvarez de Toledo.
En 2018 forma part de l'elenc, al costat de Carmen Maura, de l'obra teatral 'La golondrina', dirigida per Josep María Mestres i escrita per Guillem Clua.
En 2019 va participar a Máster Chef Celebrity i va quedar 2n després de la dissenyadora de moda, Tamara Flacó, que va quedar primera.

## Filmografia

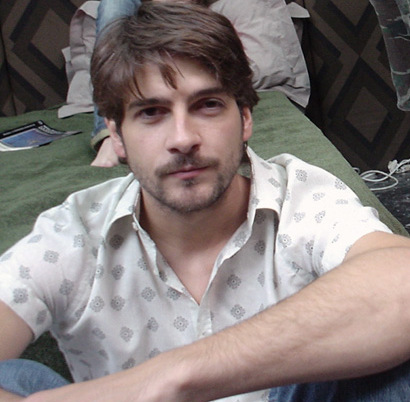
Félix durant el rodatge de 3:19

### Televisió

#### Sèries i telefilms
| Any               | Títol                                        | Personatge                      | Cadena    | Dades             |
| ----------------- | -------------------------------------------- | ------------------------------- | --------- | ----------------- |
| 1998 - 1999       | Plaza Alta                                   | Salva                           | Canal Sur | Diversos episodis |
| 2000              | El comisario                                 |                                 | Telecinco | 1 episodi         |
| 2000 - 2002       | Al salir de clase                            | Jero Ruiz                       | Telecinco | 460 episodis      |
| 2002              | Padre Coraje                                 | Juan Holgado                    | Antena 3  | 3 episodis        |
| 2003              | Un lugar en el mundo                         | Carmelo "C"                     | Antena 3  | 13 episodis       |
| 2004              | Hospital Central                             | Santi                           | Telecinco | 1 episodi         |
| 2004              | Los 80                                       | Enrique                         | Telecinco | 6 episodis        |
| 2005              | Las cerezas del cementerio                   | Félix Valdivia                  |           | TV Movie          |
| 2005              | Más que hermanos                             | Dani                            |           | TV Movie          |
| 2005 - 2006       | Amar en tiempos revueltos                    | Rodrigo Robles Castillo         | La 1      | 177 episodis      |
| 2007 - 2009       | Herederos                                    | Jacobo García Orozco            | La 1      | 36 episodis       |
| 2009              | La huella del crimen                         | Rafael Escobedo                 | La 1      | 1 episodi         |
| 2010              | Raphael: una historia de superación personal | Raphael (Jove)                  | Antena 3  | 2 episodis        |
| 2011; 2018 - 2019 | 14 de abril. La República                    | Fernando de la Torre            | La 1      | 30 episodis       |
| 2013              | La dama velada                               | Ludovico Vallauri               | Telecinco | 3 episodis        |
| 2014              | Los misterios de Laura                       | Marco Medina                    | La 1      | 1 episodi         |
| 2014              | Cuéntame un cuento                           | Marko Torres "Enanito Bonachón" | Telecinco | 1 episodi         |
| 2015 - 2016       | Carlos, Rey Emperador                        | Fernando Álvarez de Toledo      | La 1      | 15 episodis       |
| 2017 - 2018       | Ella es tu padre                             | Juan Carlos de la Serna         | Telecinco | 13 episodis       |
| 2019              | Alta mar                                     | Aníbal de Souza                 | Netflix   | 6 episodis        |

#### Programes
- MasterChef Celebrity, 2n lloc (2019)

### Largometrajes
- Besos para todos, com un alumne. Dir. Jaime Chávarri (2002)
- La suerte dormida, com Agustín. Dir. Ángeles González Sinde (2003)
- Matar al ángel, repartiment. Dir. Daniel Múgica (2003)
- El año de la garrapata, com a Fran. Dir. Jorge Coira (2004)
- El camino de los ingleses, com Paco Frontón. Dir. Antonio Banderas (2006)
- Abrígate, com Marcelo. Dir. Ramón Costafreda (2007)
- Las 13 rosas, com Perico. Dir. Emilio Martínez Lázaro (2007)
- 3:19, com Eric. Dir. Dany Saadia (2008)
- Agnosia, com Vicent. Dir. Eugenio Mira (2010)
- Insensibles, com Adán Martel de jove. Dir. Juan Carlos Medina (2012)
- Tiempo sin aire, com Iván. Dir. Andrés Luque i Samuel Martín Mateos (2014)
- Ibiza, com Diego. Dir. Alex Richanbach (2018)

### Curtmetratges
- Queda demostrado, com l'amant. Dir. Mariano Catalán i Miguel Olid (2003)
- Verano o Los defectos de Andrés, com Félix. Dir. Jorge Torregrossa (2006)
- La patrulla perdida, com Alonso. Dir. Guillermo Rojas (2009)
- Somos amigos, com Julio. Dir. Carlos Solano Pérez (2014)
- La Jaula, com Carlos. Dir. Nacho Solana (2016)

### Teatre
- Fin. Dir. Antonio Hernández Centeno
- Cinco. Dir. Antonio Hernández Centeno
- La boda de los pequeños burgueses. Dir. Roberto Quintana (1997-1999)
- Krámpac. Dir. Antonio Hernández Centeno (2001-2006)
- El día que te vi. Dir. Antonio Hernández Centeno (2003-2006)
- Como abejas atrapadas en la miel, de Carter Beane. Dir. Esteba Ferrer (2006-2007)
- Baile de máscaras. Dir. Rojas y Rodríguez (2008)
- Hamlet. Dir. Tomaz Pandur (2009)
- Homero, la Ilíada, d'Alessandro Baricco. Dir. Andrea D'Odorico (2010)
- El día en que nació Isaac. Dir. Antonio Hernández Centeno (2010-2011)
- Monólogo clásico. Dir. Amelia Ochandiano; al festival de Mérida (2011)
- Alejandro Magno, de Jean Racine; al festival de Mérida (2015)
- La golondrina. Amb Carmen Maura i Félix Gómez. Dir. Josep Maria Mestres (2018-2019)